# EXY
Đây là một tên người Triều Tiên, họ là Chu.
Chu So-jeong (tiếng Hàn: 추소정; Hanja: 秋昭貞; Hán-Việt: Thu Thiều Trinh; sinh ngày 6 tháng 11 năm 1995), thường được biết đến với nghệ danh EXY (tiếng Hàn: 엑시), là một nữ ca sĩ và rapper người Hàn Quốc. Cô là trưởng nhóm và rapper chính của nhóm nhạc nữ Cosmic Girls (WJSN) do công ty Starship Entertainment và Yuehua Entertainment hợp tác thành lập và quản lý, ra mắt ngày 24 tháng 2 năm 2016.

## Tiểu sử
EXY sinh ngày 6 tháng 11 năm 1995 tại Busan, Hàn Quốc.

## Sự nghiệp

### Trước khi ra mắt
Cô xuất hiện trong chương trình "Unpretty Rapstar 2" với vai trò là một thí sinh kiêm nghệ sĩ solo.
Exy là thành viên thứ hai được Starship Entertainmet giới thiệu là thành viên nhóm nhạc 12 thành viên Cosmic Girls.
Ngày 10 tháng 12 năm 2015 nhóm được chia thành 4 nhóm nhỏ và cô là thành viên thuộc nhóm Sweet cùng hai thành viên SeolA và Soobin.

### 2016: Ra mắt với Cosmic Girls
Ngày 24 tháng 02 năm 2016, EXY ra mắt với vai trò là thành viên nhóm nhỏ Sweet, trưởng nhóm, rapper chính và hát phụ của Cosmic Girls trong MV đầu tay Momomo
Ngày 17 tháng 08 năm 2016, Cô comeback với nhóm nhạc của mình, Cosmic Girls sau khi đã bổ sung thành viên mới Yeonjung với MV Secret.

## Chương trình tham gia
| Ngày         | Chương trình, MV ca nhạc đã tham gia                      | Vai trò                                                 | Thời lượng |
| ------------ | --------------------------------------------------------- | ------------------------------------------------------- | ---------- |
| 2015         | Unpretty Rapstar 2                                        | Thí sinh/Thực tập sinh của Starship                     | N/A        |
| 21/12/2015   | MV "All I want for Christmas is you" (cover Mariah Carey) | Thành viên của nhóm nhạc sắp ra mắt trực thuộc Starship | 2:49       |
| 24/2/2015    | MV "MoMoMo" của Cosmic Girls                              | Thành viên Cosmic Girls                                 | 5:08       |
| 2016         | UZZU TAPE                                                 | Thành viên Cosmic Girls                                 | N/A        |
| 2016         | Would You Like Girls (My Cosmic Diary) - 8 tập            | Thành viên Cosmic Girls                                 | N/A        |
| Tháng 3/2016 | Weekly Idol tập 243                                       | Khách mời, thành viên Cosmic Girls                      | 30:05      |
| 27/04/2016   | Special Clip: My Type (iKON Cover)                        | Chính mình                                              | 2:06       |
| 17/08/2016   | MV "Secret" của Cosmic Girls                              | Thành viên Cosmic Girls                                 | 3:44       |